# 알베르티 베이스
알베르티 베이스(Alberti bass)는 고전 시대 음악의 반주법의 하나이다. 도메니코 알베르티가 많이 써서 ‘알베르티’라는 이름이 붙었지만 그가 처음 고안한 것은 아니다.
왼손으로 연주되는 반주 부분을 짧은 음으로 단순하게 반복함으로써 주제가 되는 선율을 더욱 두드러지게 하는 기법이다.
다음은 볼프강 아마데우스 모차르트의 피아노 소나타 K.545 1악장의 도입부에서 알베르티 베이스가 쓰인 예이다.

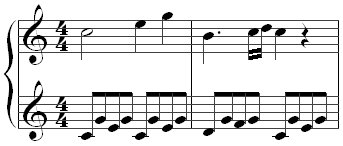